# جرج دوبسون (بازیکن فوتبال، زاده ۱۸۹۷)
جرج دوبسون (انگلیسی: George Dobson؛ 7 اکتبر 1897 – ۱۹۵۰ (۵۲−۵۳ سال)) بازیکن فوتبال بود.
از باشگاه‌هایی که در آن بازی کرده‌است می‌توان به باشگاه فوتبال استوک سیتی اشاره کرد.